# Ferdinand de Baillet Latour
Ferdinand Charles Louis Antoine graaf de Baillet Latour (Brussel, 21 januari 1850 – 18 september 1925) was een Belgisch politicus voor de Katholieke Partij.

## Biografie

### Familie
Graaf Ferdinand de Baillet Latour was de laatste telg uit de gereputeerde familie de Baillet Latour die politiek actief was. Zijn vader, graaf Alfred de Baillet, genoot aanzien als commissaris van de Société générale de Belgique en bestuurder van de Nationale Bank. Zijn grootvader, Ferdinand de Baillet, was gouverneur van West-Vlaanderen onder het Verenigd Koninkrijk der Nederlanden.
Hij trouwde in 1875 in Brussel met gravin Caroline d'Oultremont (1853-1933), nicht van graaf Adhémar d'Oultremont. Ze kregen twee zoons en een dochter.
- Henri de Baillet Latour (1876-1942), voorzitter van het Belgisch Olympisch Comité en het Internationaal Olympisch Comité, trouwde in 1904 in Brussel met gravin Elisabeth von Clary und Aldringen (1885-1955), dochter van vorst Siegfried von Clary-Aldringen, Oostenrijks-Hongaars diplomaat. Ze kregen een zoon en een dochter, met afstammelingen tot heden.
- Suzanne de Baillet Latour (1877-1966), trouwde in 1897 in Brussel met graaf Charles de Lannoy (1870-1930), kleinzoon van graaf Gustave de Lannoy. Ze kregen drie dochters, met afstammelingen tot heden.
- Louis de Baillet Latour (1878-1953), trouwde in 1900 in Wespelaar met burggravin Antoinette de Spoelberch (1880-1943), dochter van burggraaf Adolphe de Spoelberch, brouwer en provincieraadslid van Brabant. Ze kregen een zoon en een dochter, maar zonder nakomelingen. Hij hertrouwde in 1943 in Brussel met Jeanne Gautier (1904-1981). Het huwelijk bleef kinderloos.

### Loopbaan

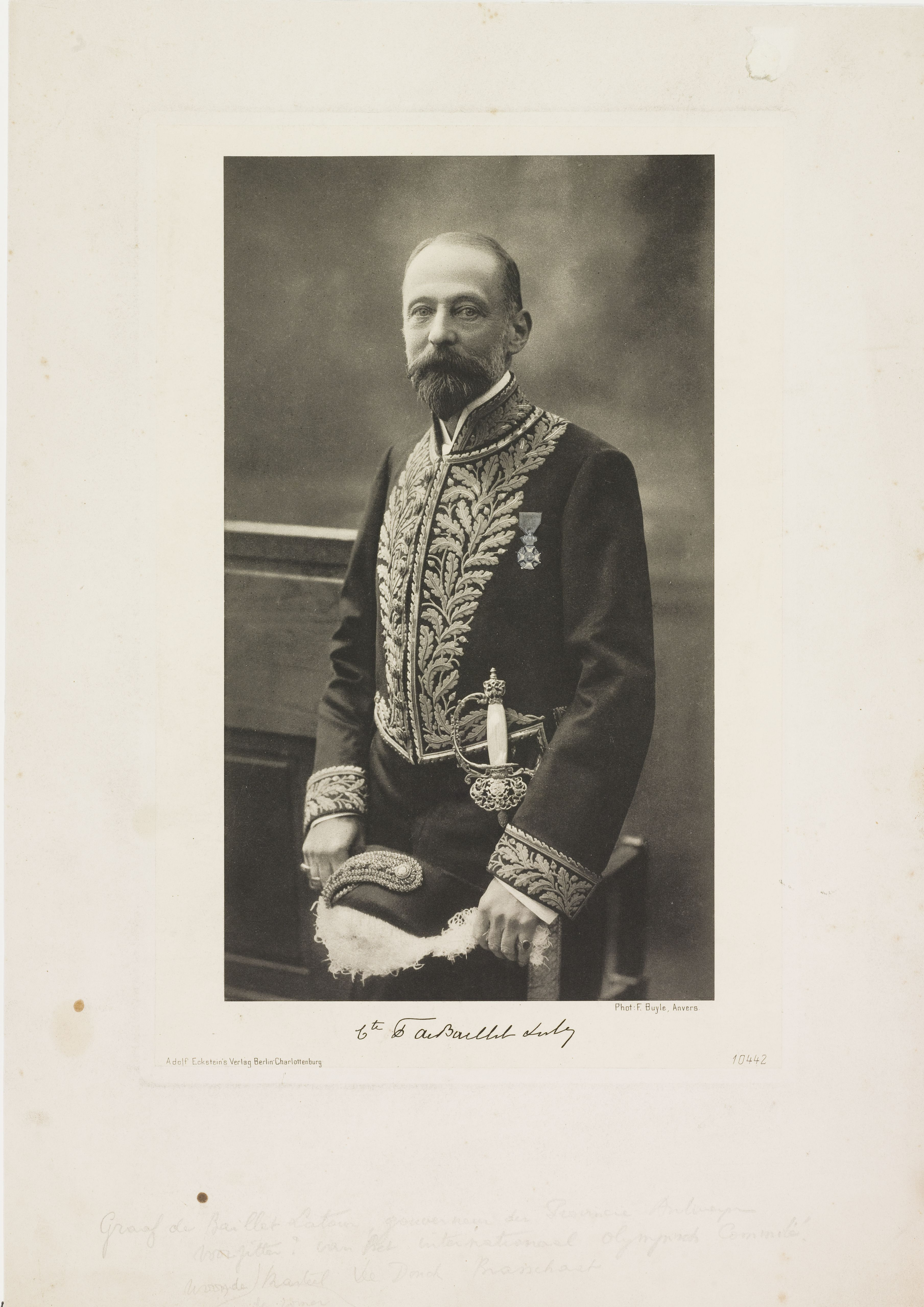
De Baillet Latour
(foto door Ferdinand Buyle)

De Baillet Latour was grondeigenaar, voornamelijk in Brasschaat en Boortmeerbeek. Zijn politieke loopbaan begon in de Commissie van Burgerlijke Godshuizen in Brasschaat (1890-1902). Hij werd burgemeester van deze gemeente van 1902 tot 1908 en ook provincieraadslid over dezelfde periode. In 1908 werd hij tot gouverneur van Antwerpen benoemd. Als gouverneur wendde Baillet Latour onder meer zijn invloed aan om de wegen en de uitrusting van de gemeente Brasschaat te verbeteren. In 1910 richt hij de Commissie der Wateren op, die moest onderzoeken op welke manier het best de drinkwatervoorziening in de provincie Antwerpen wordt georganiseerd. Uit deze Commissie ontstaat in 1913 de Provinciale Intercommunale Drinkwatermaatschappij der Provincie Antwerpen.
In 1912 nam hij ontslag als gouverneur om senator te worden. Hij werd als provinciaal senator verkozen en bleef dit ambt uitoefenen tot in 1921. Over de periode 1913 tot 1921 was hij quaestor van de Senaat.